# Роузлон (Індіана)
Роузлон (англ. Roselawn) — переписна місцевість (CDP) в США, в округах Ньютон і Джеспер штату Індіана. Населення — 4132 особи (2020).

## Географія
Роузлон розташований за координатами 41°9′19″ пн. ш. 87°17′21″ зх. д. / 41.15528° пн. ш. 87.28917° зх. д. (41.155225, -87.289103).  За даними Бюро перепису населення США в 2010 році переписна місцевість мала площу 20,93 км², з яких 20,90 км² — суходіл та 0,03 км² — водойми.

## Демографія
Згідно з переписом 2010 року, у переписній місцевості мешкала 4131 особа в 1432 домогосподарствах у складі 1118 родин. Густота населення становила 197 осіб/км².  Було 1498 помешкань (72/км²).
Расовий склад населення:
| - 94,2 % — білих - 0,7 % — азіатів - 0,3 % — чорних або афроамериканців - 0,1 % — корінних американців - 4,0 % — осіб інших рас |

До двох чи більше рас належало 0,7 %. Частка іспаномовних становила 9,2 % від усіх жителів.
За віковим діапазоном населення розподілялося таким чином: 26,5 % — особи молодші 18 років, 60,9 % — особи у віці 18—64 років, 12,6 % — особи у віці 65 років та старші. Медіана віку мешканця становила 38,1 року. На 100 осіб жіночої статі у переписній місцевості припадало 102,9 чоловіків;  на 100 жінок у віці від 18 років та старших — 101,9 чоловіків також старших 18 років.
Середній дохід на одне домашнє господарство  становив 60 645 доларів США (медіана — 51 490), а середній дохід на одну сім'ю — 62 800 доларів (медіана — 52 542). Медіана доходів становила 43 201 долар для чоловіків та 31 204 долари для жінок. За межею бідності перебувало 8,8 % осіб, у тому числі 10,3 % дітей у віці до 18 років та 7,3 % осіб у віці 65 років та старших.
Цивільне працевлаштоване населення становило 1793 особи. Основні галузі зайнятості: виробництво — 24,3 %, освіта, охорона здоров'я та соціальна допомога — 14,3 %, роздрібна торгівля — 11,8 %.